# Comuni della Rondônia

Lo Stato della Rondônia, in Brasile

Segue un elenco dei 51 comuni dello stato brasiliano della Rondônia (RO).
| #  | Comune                    | Microregione      | Mesoregione       | Area (km²) | Popolazione | Densità |
| -- | ------------------------- | ----------------- | ----------------- | ---------- | ----------- | ------- |
| 1  | Alta Floresta d'Oeste     | Cacoal            | Leste Rondoniense | 7.067      | 28.629      | 4,05    |
| 2  | Alto Alegre dos Parecis   | Cacoal            | Leste Rondoniense | 3.958,59   | 11.615      | 2,93    |
| 3  | Alto Paraíso              | Ariquemes         | Leste Rondoniense | 2.647,80   | 16.676      | 6,30    |
| 4  | Alvorada d'Oeste          | Alvorada d'Oeste  | Leste Rondoniense | 3.029,19   | 16.485      | 5,44    |
| 5  | Ariquemes                 | Ariquemes         | Leste Rondoniense | 4.427      | 78.673      | 19,60   |
| 6  | Buritis                   | Porto Velho       | Madeira-Guaporé   | 3.866,60   | 33.072      | 8,55    |
| 7  | Cabixi                    | Colorado do Oeste | Leste Rondoniense | 1.314      | 7.421       | 5,64    |
| 8  | Cacaulândia               | Ariquemes         | Leste Rondoniense | 1.962      | 5.464       | 2,90    |
| 9  | Cacoal                    | Cacoal            | Leste Rondoniense | 3.793      | 68.215      | 20,08   |
| 10 | Campo Novo de Rondônia    | Porto Velho       | Madeira-Guaporé   | 10.970     | 12.455      | 1,14    |
| 11 | Candeias do Jamari        | Porto Velho       | Madeira-Guaporé   | 6.843,87   | 16.725      | 2,44    |
| 12 | Castanheiras              | Cacoal            | Leste Rondoniense | 892,84     | 3.624       | 4,06    |
| 13 | Cerejeiras                | Colorado do Oeste | Leste Rondoniense | 2.783,31   | 16.290      | 5,85    |
| 14 | Chupinguaia               | Vilhena           | Leste Rondoniense | 5.127      | 7.456       | 1,45    |
| 15 | Colorado do Oeste         | Colorado do Oeste | Leste Rondoniense | 1.451      | 17.690      | 12,19   |
| 16 | Corumbiara                | Colorado do Oeste | Leste Rondoniense | 3.060      | 9.476       | 3,10    |
| 17 | Costa Marques             | Guajará-Mirim     | Madeira-Guaporé   | 12.722,17  | 13.664      | 1,07    |
| 18 | Cujubim                   | Porto Velho       | Madeira-Guaporé   | 3.864      | 13.857      | 3,59    |
| 19 | Espigão d'Oeste           | Cacoal            | Leste Rondoniense | 4.900      | 27.867      | 5,69    |
| 20 | Governador Jorge Teixeira | Ji-Paraná         | Leste Rondoniense | 5.067      | 11.432      | 2,26    |
| 21 | Guajará-Mirim             | Guajará-Mirim     | Madeira-Guaporé   | 24.856     | 39.451      | 1,59    |
| 22 | Itapuã do Oeste           | Porto Velho       | Madeira-Guaporé   | 4.081      | 7.905       | 1,94    |
| 23 | Jaru                      | Ji-Paraná         | Leste Rondoniense | 2.909,6    | 52.476      | 18,04   |
| 24 | Ji-Paraná                 | Ji-Paraná         | Leste Rondoniense | 6.897      | 107.638     | 15,61   |
| 25 | Machadinho d'Oeste        | Ariquemes         | Leste Rondoniense | 8.509,27   | 29.548      | 3,47    |
| 26 | Ministro Andreazza        | Cacoal            | Leste Rondoniense | 875,31     | 10.333      | 11,80   |
| 27 | Mirante da Serra          | Ji-Paraná         | Leste Rondoniense | 1.191,88   | 12.086      | 10,14   |
| 28 | Monte Negro               | Ariquemes         | Leste Rondoniense | 1.413,4    | 12.357      | 8,74    |
| 29 | Nova Brasilândia d'Oeste  | Alvorada d'Oeste  | Leste Rondoniense | 1.155,35   | 17.170      | 14,86   |
| 30 | Nova Mamoré               | Porto Velho       | Madeira-Guaporé   | 10.071,7   | 21.162      | 2,10    |
| 31 | Nova União                | Ji-Paraná         | Leste Rondoniense | 807        | 7.750       | 9,60    |
| 32 | Novo Horizonte do Oeste   | Cacoal            | Leste Rondoniense | 843,45     | 9.648       | 11,44   |
| 33 | Ouro Preto do Oeste       | Ji-Paraná         | Leste Rondoniense | 1.978,24   | 36.040      | 18,22   |
| 34 | Parecis                   | Vilhena           | Leste Rondoniense | 2.549      | 4.583       | 1,80    |
| 35 | Pimenta Bueno             | Vilhena           | Leste Rondoniense | 6.241      | 32.893      | 5,27    |
| 36 | Pimenteiras do Oeste      | Colorado do Oeste | Leste Rondoniense | 6.015      | 2.358       | 0,39    |
| 37 | Presidente Médici         | Ji-Paraná         | Leste Rondoniense | 1.758      | 22.197      | 12,63   |
| 38 | Primavera de Rondônia     | Vilhena           | Leste Rondoniense | 606        | 3.704       | 6,11    |
| 39 | Rio Crespo                | Ariquemes         | Leste Rondoniense | 1.718      | 3.174       | 1,85    |
| 40 | Rolim de Moura            | Cacoal            | Leste Rondoniense | 1.457,885  | 48.894      | 33,54   |
| 41 | Santa Luzia d'Oeste       | Cacoal            | Leste Rondoniense | 1.187,75   | 9.264       | 7,80    |
| 42 | São Felipe d'Oeste        | Vilhena           | Leste Rondoniense | 542        | 6.286       | 11,60   |
| 43 | São Francisco do Guaporé  | Guajará-Mirim     | Madeira-Guaporé   | 4.747      | 15.710      | 3,31    |
| 44 | São Miguel do Guaporé     | Alvorada d'Oeste  | Leste Rondoniense | 8.007,87   | 22.622      | 2,82    |
| 45 | Seringueiras              | Alvorada d'Oeste  | Leste Rondoniense | 2.251,27   | 11.757      | 5,22    |
| 46 | Teixeirópolis             | Ji-Paraná         | Leste Rondoniense | 460        | 4.919       | 10,69   |
| 47 | Theobroma                 | Ji-Paraná         | Leste Rondoniense | 2.197,42   | 9.973       | 4,54    |
| 48 | Urupá                     | Ji-Paraná         | Leste Rondoniense | 831,87     | 13.381      | 16,09   |
| 49 | Vale do Anari             | Ariquemes         | Leste Rondoniense | 3.135,14   | 8.751       | 2,79    |
| 50 | Vale do Paraíso           | Ji-Paraná         | Leste Rondoniense | 965        | 8.742       | 9,06    |
| 51 | Vilhena                   | Vilhena           | Leste Rondoniense | 11.519     | 66.751      | 5,79    |